# Copa de la Liga de Alemania
La Copa de Liga de Alemania fue una competición disputada de 1997 a 2007 entre clubes de fútbol de Alemania, que tenía lugar antes del comienzo de la Bundesliga. 
Desde 2010, la competición oficial que se disputa antes de comienzo de la Bundesliga, es la Supercopa de Alemania.

## Historia
La primera edición se disputó en la temporada 1972-73, de manera excepcional. En 1997, el torneo se reintrodujo como reemplazo de la antigua Supercopa de Alemania, llevándose a cabo hasta el 2007 ininterrumpidamente.
Exceptuando la primera edición, el formato consistía en eliminatorias directas y participaban seis equipos: los cinco primeros equipos de la Bundesliga en la temporada anterior y el campeón de la Copa de Alemania. Cabe destacar que el campeón de la Bundesliga y el campeón de la Copa de Alemania empezaban su participación desde las semifinales.
Todos los emparejamientos se disputaban a partido único sobre terreno neutral.

## Historial
| Edición | Campeón               | Resultado | Subcampeón               | Sede                          |
| ------- | --------------------- | --------- | ------------------------ | ----------------------------- |
| 1973    | Hamburgo              | 4 - 0     | Borussia Mönchengladbach | Volksparkstadion, Hamburgo    |
| 1997    | Bayern Múnich         | 2 - 0     | VfB Stuttgart            | BayArena, Leverkusen          |
| 1998    | Bayern Múnich         | 4 - 0     | VfB Stuttgart            | BayArena, Leverkusen          |
| 1999    | Bayern Múnich         | 2 - 1     | Werder Bremen            | BayArena, Leverkusen          |
| 2000    | Bayern Múnich         | 5 - 1     | Hertha Berlín            | BayArena, Leverkusen          |
| 2001    | Hertha Berlín         | 4 - 1     | Gelsenkirchen-Schalke    | Carl-Benz-Stadion, Mannheim   |
| 2002    | Hertha Berlín         | 4 - 1     | Gelsenkirchen-Schalke    | Ruhrstadion, Bochum           |
| 2003    | Hamburgo              | 4 - 2     | Borussia Dortmund        | Stadion am Bruchweg, Maguncia |
| 2004    | Bayern Múnich         | 3 - 2     | Werder Bremen            | Stadion am Bruchweg, Maguncia |
| 2005    | Gelsenkirchen-Schalke | 1 - 0     | VfB Stuttgart            | Zentralstadion, Leipzig       |
| 2006    | Werder Bremen         | 2 - 0     | Bayern Múnich            | Zentralstadion, Leipzig       |
| 2007    | Bayern Múnich         | 1 - 0     | Gelsenkirchen-Schalke    | Zentralstadion, Leipzig       |

## Palmarés
| Equipo                   | Títulos | Años campeonatos                   | Subcamp. | Años subcampeonatos |
| ------------------------ | ------- | ---------------------------------- | -------- | ------------------- |
| F. C. Bayern Múnich      | 6       | 1997, 1998, 1999, 2000, 2004, 2007 | 1        | 2006                |
| Hertha Berlin            | 2       | 2001, 2002                         | 1        | 2000                |
| Hamburgo S. V.           | 2       | 1973, 2003                         | -        |                     |
| Schalke 04               | 1       | 2005                               | 3        | 2001, 2002, 2007    |
| S. V. Werder Bremen      | 1       | 2006                               | 2        | 1999, 2004          |
| VfB Stuttgart            | -       |                                    | 3        | 1997, 1998, 2005    |
| Borussia Mönchengladbach | -       |                                    | 1        | 1973                |
| B. V. Borussia Dortmund  | -       |                                    | 1        | 2003                |